# BMP-3

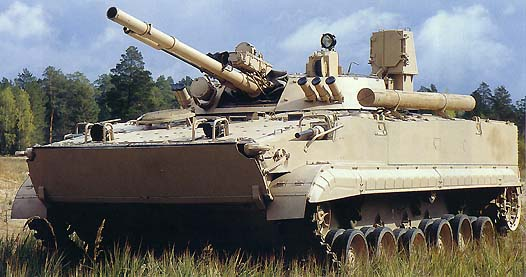
BMP-3 w wersji eksportowej z termowizorem Mamut-Athos

BMP-3 – radziecki bojowy wóz piechoty.

## Historia
Wprowadzenie pod koniec lat 70. XX wieku do uzbrojenia Armii Radzieckiej bojowego wozu piechoty BMP-2 nie zatrzymało prac nad wozami tej kategorii. Poza próbami udoskonalania BMP-2 rozpoczęto prace nad bojowym wozem piechoty nowej generacji.
Podstawą do prac nad nowym bojowym wozem piechoty stał się prototypowy lekki czołg pływający Obiekt 685. Nie został on wprowadzony do uzbrojenia, ale jego podwozie uznano za na tyle udane, że postanowiono wykorzystać je w budowie nowego bwp. Zespołem konstruującym miał kierować A. Błogonrawow (później zastąpił go A. Nikonow).
Konstruktorzy postanowili nie wprowadzać większych zmian w konstrukcji podwozia, dlatego projektowany bojowy wóz piechoty zachował typowo czołgowy układ przedziałów z silnikiem w tylnej części (większość bwp ma silnik w przedniej części, co umożliwia umieszczenie dużych drzwi z tyłu pojazdu). Zmieniono jednak silnik na płaski UTD-29, dzięki czemu nad silnikiem powstała wolna przestrzeń o wysokości kilkudziesięciu centymetrów. Po otwarciu górnych pokryw przedziału desantowego możliwe jest opuszczenie wozu przez małe drzwi w tylnej części wozu, ale jest to rozwiązanie znacznie mniej bezpieczne i wygodne niż w innych bwp.
Kadłub nowego bwp został nieznacznie podwyższony w porównaniu z Obiektem 685. Wykonano go ze stopu aluminium. Pojazd wyposażono w przekładnię hydromechaniczną i hydrokinetyczny mechanizm skrętu GOMP. Nowy prototyp był prawdopodobnie pierwszym radzieckim pojazdem pancernym pozbawionym zewnętrznych zbiorników paliwa. Pojemność zbiorników wewnętrznych wynosiła 690 dm³ i zapewniała zasięg 600 km.
Dzięki nowym gąsienicom o szerokości 380 mm i pędnikom wodnym nowy wóz miał mieć lepsze właściwości trakcyjne i prędkość pływania.
Uzbrojenie nowego wozu miało stanowić 30 mm armata 2A42, 30 mm granatnik automatyczny AGS-17, karabin maszynowy PKT i wyrzutnia ppk 9M113 Konkurs. Uzbrojenie miało być zamocowane w płaskiej bezzałogowej wieży. Dodatkowo w przedniej części kadłuba zainstalowano dwa kursowe PKT.
Prototypy wozu w takiej konfiguracji oznaczonej jako Obiekt 688 były gotowe do prób w 1981 roku. Prototypy miały numery 602 i 603.
W 1982 roku powstały następne prototypy oznaczone numerami 601 i 604. Były one wyposażone w nową wieżę opracowaną w KBP z Tuły. W nowej wieży zainstalowane były nowe wzory uzbrojenia, 100 mm armata 2A70 sprzężona z 30 mm armatą 2A72 i 7,62 karabinem maszynowym PKT. Armata 2A70 pełniła dodatkowo rolę wyrzutni ppk 9M117 Bastion (AT-10). Ostatecznie zrezygnowano z testów wozów ze starą wieżą i postanowiono zbudować jeszcze dwa prototypy z wieżami z Tuły (nr. 605 i 606). Zbudowano łącznie 27 pojazdów prototypowych. Od 1985 roku cztery wozy skierowano do prób państwowych.
Produkcję seryjną nowego bojowego wozu piechoty uruchomiono w 1986 roku. Wozy seryjne wyposażane były w nowe silniki UTD-29M o mocy 370 kW. W marcu 1988 roku pierwsze 10 wozów seryjnych zostało skierowanych do jednego z pułków Białoruskiego Okręgu Wojskowego w celu przeprowadzenia prób w warunkach polowych. Wyniki prób okazały się niejednoznaczne. Nowy pojazd miał bardzo dużą siłę ognia, ale jednocześnie był bardzo awaryjny. Z uwagi na nietypowe umieszczenie, skomplikowana była wymiana silnika, zajmująca 20 godzin. Dodatkowo okazało się, że hydrokinetyczny mechanizm skrętu GOMP wymaga częstych regulacji, możliwych jedynie po zdemontowaniu silnika. Za niezbyt optymalne uznano także rozmieszczenie desantu.
Pomimo uwag krytycznych BMP-3 był produkowany i kolejne pojazdy kierowano do jednostek. Z czasem zmniejszyła się awaryjność pojazdu, ale rozmieszczenia żołnierzy desantu w wozie nie można było poprawić. Między 1988 a 1992 rokiem w BMP-3 całkowicie przezbrojono jako pierwszy jeden z pułków Syberyjskiego Okręgu Wojskowego. W lutym 2010 roku na uzbrojeniu wojsk Federacji Rosyjskiej pozostawały 464 BMP-3. Stanowią one uzbrojenie: 5 Samodzielnej Brygady Zmotoryzowanej, 9 Samodzielnej Brygady Zmotoryzowanej, 74 Samodzielnej Brygady Zmotoryzowanej oraz 20 Samodzielnej Brygady Zmotoryzowanej.
BMP-3 odniósł spory sukces eksportowy. W 1989 roku Zjednoczone Emiraty Arabskie i Kuwejt zamówiły odpowiednio 650 i 150 egzemplarzy BMP-3. Wozy eksportowane do krajów arabskich posiadają termowizor Mamut-Athos (taki sam jak czołgi Leclerc) umieszczony w osłonie z tyłu wieży. Później 43 wozy sprzedano cypryjskim Grekom, a 40 przekazano Korei Południowej w zamian za anulowanie części długów. Po rozpadzie ZSRR część BMP-3 znalazła się na uzbrojeniu armii Ukrainy, Azerbejdżanu i Kazachstanu. Według niepotwierdzonych informacji pewną liczbę tych wozów zakupiły także ChRL, Sri Lanka i Syria.
Sprzedaż BMP-3 umożliwiła kontynuowanie rozwoju tego pojazdu i powstanie kolejnych wersji:
- zmodernizowana wersja eksportowa dla Zjednoczonych Emiratów Arabskich wyposażona w nowy celownik połączony z laserowym dalmierzem/podświetlaczem celu. Wersja ta nie posiada bloku laserowego podświetlacza celu KDT-2 nad lufą.
- BMP-3 wyposażony w system obrony aktywnej Arena (wersja nieprodukowana seryjnie). Zaprezentowany w 1999 roku zmodyfikowany pojazd miał także nowy zestaw celowników (o nazwie Buklet, ze stabilizowanym termowizorem Iris, celownikiem dziennym BZS-1, przeciwlotniczym PPB-2 i stabilizowanym, obrotowym przyrządem obserwacyjnym dowódcy TKN-A1).
- BMP-3W - wersja wyposażona w dodatkowy pancerz składający się z elementów pasywnych i reaktywnych. Masa dodatkowego pancerza wynosi 4150 kg. Pojazd w tej wersji nie pływa. Prawdopodobnie nieprodukowany seryjnie.
- BMP-3 - wersja z nową wieżą. Posiada takie samo uzbrojenie główne (armaty 2A70 i 2A72), jak standardowe BMP-3, ale wyposażony jest w termowizor i panoramiczny przyrząd obserwacyjny dowódcy. Z armaty można odpalać nowe ppk 9M117M1 Arkan.
- BREM-Ł Beglianka - początkowo znany jako Obiekt 691, wóz ewakuacyjny. Prawdopodobnie produkowany seryjnie dla ZEA.
- TZM Wostorg - maszyna inżynieryjno-drogowa. Nieprodukowany seryjnie.
- BRM-3K Ryś - bojowy wóz rozpoznawczy. Prototyp miał oznaczenie Obiekt 501. Przyjęty do uzbrojenia Armii rosyjskiej w 1995.
- BMP-3K - wersja dowodzenia z ograniczonym zapasem amunicji (22 naboje 100 mm, 3 ppk). Wóz posiada dodatkową radiostację TNA-4-6 i generator prądotwórczy AB1-P30.
- BMP-3F - wersja opracowana prawdopodobnie dla piechoty morskiej. Posiada dodatkowe uszczelnienia kadłuba i zwiększony zapas pływalności. Może pływać do 7 godzin i strzelać przy stanie morza do 3° Beauforta.
- BMP-3 - pojazd do nauki jazdy. Ma mniejszą o 2,3 T masę. Zamiast wieży jest zainstalowana oszklona kabina.
- Obiekt 699 - podwozie bazowe o masie 12 T. Można na nim montować wyposażenie o masie do 6 T. Wykorzystując to podwozie opracowano wersje:
  - niszczyciel czołgów z ppk Kornet
  - niszczyciel czołgów z ppk Krizantema
  - działo samobieżne 2S31 Wena
  - zestaw przeciwlotniczy z wieżą Wildcat (uzbrojony w dwie armaty 30 mm Mauser i cztery rakiety naprowadzane na podczerwień)
  - zestaw przeciwlotniczy z wieżą zestawu Pancyr.

## Opis konstrukcji
BMP-3 jest pływającym opancerzonym, gąsienicowym wozem bojowym, przeznaczonym do wspierania czołgów.
Załogę BMP-3 tworzy dowódca, kierowca, działonowy i siedmiu żołnierzy desantu. Kierowca i dwóch żołnierzy desantu zajmują miejsce w przedniej części pojazdu, działonowy i dowódca w wieży, a pięciu żołnierzy desantu w przedziale pomiędzy wieżą a przedziałem napędowym.
W przedniej części kadłuba znajduje się przedział kierowania. W środkowej przedział bojowy z wieżą, a w tylnej przedział desantu i napędowy. Opancerzenie kadłuba i wieży chroni przed ostrzałem broni strzeleckiej i odłamkami pocisków artyleryjskich (według oficjalnych danych pancerz czołowy chroni przed pociskami przeciwpancernymi o kalibrze do 30 mm, ale niska masa wozu sugeruje, że tak wysoka skuteczność opancerzenia jest mało prawdopodobna). Kadłub wykonany jest ze stopu aluminium.
W przedziale napędowym umieszczony jest silnik i układ przeniesienia mocy. Napęd BMP-3 stanowi 10-cylindrowy czterosuwowy, wysokoprężny, chłodzony cieczą silnik UTD-29M o mocy 370 kW. Silnik ma układ widlasty, kąt rozwarcia cylindrów wynosi 144°. Moc z silnika na koła napędowe jest przenoszona przy pomocy hydromechanicznego układu przeniesienia mocy połączonego z hydrokinetycznym mechanizmem skrętu GOMP. Mechanizm przenoszenia mocy umożliwia ruch wozu do tyłu, hamowanie oraz skręcanie.
Zawieszenie pojazdu oparte jest na drążkach skrętnych. Dodatkowo, 1., 2. i 6. para kół jezdnych wyposażona jest w amortyzatory hydrauliczne.
Napęd w wodzie zapewniają dwa pędniki strugowodne, co umożliwiło zwiększenie prędkości i manewrowości w wodzie w stosunku do poprzednich konstrukcji.
W przedziale kierowania stanowiska mają kierowca i dwóch żołnierzy desantu po jego obu stronach. Kierowca obserwuje teren przed wozem za pomocą trzech peryskopów. Środkowy peryskop może być zamieniony na peryskop nocny. Kierowca i obaj żołnierze mają trzy indywidualne włazy w górnej płycie.
Żołnierze desantu siedzący po obu stronach kierowcy obsługują kursowe karabiny maszynowe PKT kalibru 7,62 mm. Każdy z nich może obserwować teren przed wozem przy pomocy dwóch peryskopów. Kursowe karabiny maszynowe mają kąt ostrzału w pionie od -5 do +15°, w poziomie w zakresie 35° (odpowiednio w prawą i lewą stronę). Po zablokowaniu, mogą być odpalane zdalnie przez kierowcę. 
W środkowej części pojazdu znajduje się przedział bojowy z wieżą obrotową. Wieża pancerna ma kształt stożka ściętego. W wieży znajduje się zasadnicze uzbrojenie wozu: 100 mm armata 2A70, 30 mm armata 2A72 i sprzężony z nimi karabin maszynowy PKT. Maksymalny kąt wychylenia armat +60° pozwala używać armaty 2A72 jako broni przeciwlotniczej. Wokół wieży zamocowane jest sześć wyrzutni granatów dymnych 902W Tucza.
Armata 2A70 ma masę 330 kg. Ma lufę cienkościenną, gwintowaną. Można z niej wystrzeliwać pociski odłamkowo-burzące ZUOF-17 ładowane przy pomocy automatu. W karuzeli automatu znajdują się 22 naboje (łączny zapas amunicji 40 naboi). Armata 2A70 pełni także rolę wyrzutni ppk 9M117/9M117M. W wersji dla tej armaty mają one oznaczenie ZUBK-10-3. Ppk muszą być ładowane ręcznie. W wozie przewożone jest 8 ppk. Naprowadzanie pocisków przeciwpancernych zapewnia laserowy podświetlacz celów 1D16-2 (lub nowszy 1D-16-3) umieszczony w bloku KDT-2 zamocowanym nad lufą.
Armata 2A72 jest bronią automatyczną. Zapas amunicji to 500 naboi. Stosowane są naboje odłamkowe i przeciwpancerne rdzeniowe. Zapas amunicji do km PKT wynosi 6000 sztuk.
Do celowania służy działonowemu system kierowania ogniem 2K23 złożony z komputera balistycznego 1W539, celownika 1K12-2 (lub nowszego 1K13-2) i przeciwlotniczych PPB-2 (działonowego) i 1PZ-10 (dowódcy). Dodatkowo dowódca dysponuje dzienno-nocnym przyrządem obserwacyjnym TKN-3MB. Użycie torów nocnych przyrządów obserwacyjno-celowniczych wymaga użycia reflektora podczerwieni OU-5 (zamocowany z prawej strony lufy)
Pomiędzy wieżą a przedziałem napędowym znajduje się przedział desantowy. Zajmuje w nim miejsce pięciu żołnierzy desantu, w tym trzech na poprzecznej ławce wzdłuż tylnej ściany przedziału desantowego i dwóch na składanych siedzeniach przy burtach między ławką a wieżą. Mogą oni prowadzić ogień przez cztery strzelnice w burtach bwp i jedną w tylnych prawych drzwiach (tylko w pozycji leżącej). Żołnierze opuszczają przedział desantowy dwoma korytarzami nad silnikiem, po otwarciu dwóch tylnych drzwi i dwóch górnych prostokątnych włazów nad całą długością korytarzy. Otwierają się one na zewnątrz i osłaniają częściowo przechodzących nad przedziałem silnikowym żołnierzy. W górnych włazach umieszczone są dwa małe luki pozwalające prowadzić z wnętrza pojazdu ogień do celów wysoko położonych.